# Kirjat Ono
Kirjat Ono (hebrejsky קִרְיַת אוֹנוֹ, v oficiálním přepisu do angličtiny Qiryat Ono, přepisováno též Kiryat Ono) je město v Izraeli v Telavivském distriktu. Starostou je Josi Nišri.

## Geografie
Leží v nadmořské výšce 65 metrů cca 10 kilometrů východně od Tel Avivu v metropolitní oblasti Guš Dan, nedaleko od pobřeží Středozemního moře. Na východním okraji města teče drobné vádí Nachal Ono. Město se nachází v hustě osídlené oblasti, která je etnicky zcela židovská.
Město je na dopravní síť napojeno pomocí četných komunikací v rámci aglomerace Tel Avivu, zejména dálnice číslo 4.

## Dějiny
Kirjat Ono bylo založeno v roce 1939 jako venkovská osada s názvem Kfar Ono. Jméno odkazuje na biblické město Óno citované v 1.Knize kronik 8,12
V roce 1950 byla v blízkosti vesnice založena ma'bara (tranzitní tábor pro nové židovské imigranty). V témže roce Kfar Ono spolu s dalšími osadami vytvořila Oblastní radu Ono. Už roce 1954 z ní ale vystoupila, protože rychle nabývala městského charakteru. Vesnice se zároveň přejmenovala na Kirjat Ono a získala status místní rady (malého města). Zároveň k ní byla připojena dosud samostatná vesnice Giv'at Beraha založená roku 1947. Zástavu doplnily nové obytné soubory Kir'on, Rimon a Jaron. V roce 1992 bylo Kirjat Ono povýšeno na město.

## Školství
Podle CBS se ve městě nachází 9 škol s celkem 3915 studenty. Ti jsou rozděleni do šesti základních škol (1883 žáků) a tří středních škol (2032 studentů). V roce 2001 bylo 60,6 % studentů dvanáctých ročníku připuštěno k maturitním zkouškám.
Ve městě se rovněž nachází soukromá vysoká škola Ono Academic College s 8500 studenty.

## Demografie
| Věková struktura | Věková struktura | Věková struktura | Věková struktura | Věková struktura |
| ---------------- | ---------------- | ---------------- | ---------------- | ---------------- |
| věková kategorie |                  |                  | procent          |                  |
| 0–19             | 0–19             |                  | 28,1 %           | 28,1 %           |
| 20–29            | 20–29            |                  | 15,5 %           | 15,5 %           |
| 30–44            | 30–44            |                  | 19 %             | 19 %             |
| 45–59            | 45–59            |                  | 18,9 %           | 18,9 %           |
| 60–64            | 60–64            |                  | 4,5 %            | 4,5 %            |
| 65+              | 65+              |                  | 13,9 %           | 13,9 %           |

Podle Centrálního statistického úřadu (CBS) bylo obyvatelstvo města výhradně židovské, bez významné arabské menšiny.
Podle údajů z roku 2009 tvořili naprostou většinu obyvatel Židé – přibližně 30 300 osob (včetně statistické kategorie „ostatní“, která zahrnuje nearabské obyvatele židovského původu, ale bez formální příslušnosti k židovskému náboženství, přibližně 31 000 osob). Jde o středně velkou obec městského typu s dlouhodobě mírně rostoucí populací. K 31. prosinci 2014 zde žilo 36 600 lidí.
| Rok  | Obyvatelé |
| ---- | --------- |
| 1948 | 377       |
| 1949 | 334       |
| 1950 | 1 400     |
| 1951 | 6 350     |
| 1952 | 6 780     |
| 1953 | 7 530     |
| 1954 | 8 000     |
| 1955 | 8 000     |
| 1956 | 8 000     |
| 1957 | 8 600     |
| 1958 | 8 400     |
| 1959 | 8 350     |

| Rok  | Obyvatelé |
| ---- | --------- |
| 1960 | 8 300     |
| 1961 | 8 350     |
| 1962 | 8 550     |
| 1963 | 8 800     |
| 1964 | 9 450     |
| 1965 | 10 600    |
| 1966 | 11 500    |
| 1967 | 12 100    |
| 1968 | 13 000    |
| 1969 | 14 200    |
| 1970 | 14 900    |
| 1971 | 15 400    |

| Rok  | Obyvatelé |
| ---- | --------- |
| 1972 | 15 900    |
| 1973 | 16 900    |
| 1974 | 18 700    |
| 1975 | 19 400    |
| 1976 | 20 500    |
| 1977 | 21 400    |
| 1978 | 22 000    |
| 1979 | 22 500    |
| 1980 | 22 700    |
| 1981 | 22 800    |
| 1982 | 22 801    |
| 1983 | 21 800    |

| Rok  | Obyvatelé |
| ---- | --------- |
| 1984 | 22 000    |
| 1985 | 22 000    |
| 1986 | 21 800    |
| 1987 | 22 000    |
| 1988 | 22 200    |
| 1989 | 22 200    |
| 1990 | 23 100    |
| 1991 | 23 400    |
| 1992 | 23 700    |
| 1993 | 23 800    |
| 1994 | 23 800    |
| 1995 | 23 889    |

| Rok  | Obyvatelé |
| ---- | --------- |
| 1996 | 23 558    |
| 1997 | 23 000    |
| 1998 | 22 755    |
| 1999 | 22 700    |
| 2000 | 23 040    |
| 2001 | 23 233    |
| 2002 | 23 900    |
| 2003 | 24 300    |
| 2004 | 24 800    |
| 2005 | 25 400    |
| 2006 | 26 200    |
| 2007 | 27 400    |

| Rok  | Obyvatelé |
| ---- | --------- |
| 2008 | 30 000    |
| 2009 | 31 000    |
| 2010 | 32 200    |
| 2011 | 33 400    |
| 2012 | 34 200    |
| 2013 | 35 500    |
| 2014 | 36 600    |
| 2015 | 37 800    |
| 2016 | 38 600    |
| 2017 | 39 400    |
| 2018 | 40 000    |
| 2021 | 41 900    |

| Rok  | Obyvatelé |
| ---- | --------- |
| 2024 | 45 500    |

## Partnerská města
- Dormagen, Německo
- Drachten, Nizozemsko